# إميل دوفال
إميل دوفال (بالفرنسية: Émile Duval)‏ هو عداء مسافات طويلة فرنسي، ولد في 5 يوليو 1907 في بيرك في فرنسا، وتوفي في 13 أبريل 1965.

## وصلات خارجية
- إميل دوفال على موقع أوليمبيديا (الإنجليزية)